# Asaf Lifshitz
Asaf Lifshitz (hebräisch אסף ליפשיץ; * 28. Juli 1942 in Maoz Haim; † 22. März 2025) war ein israelischer Schlosser und Bildhauer.

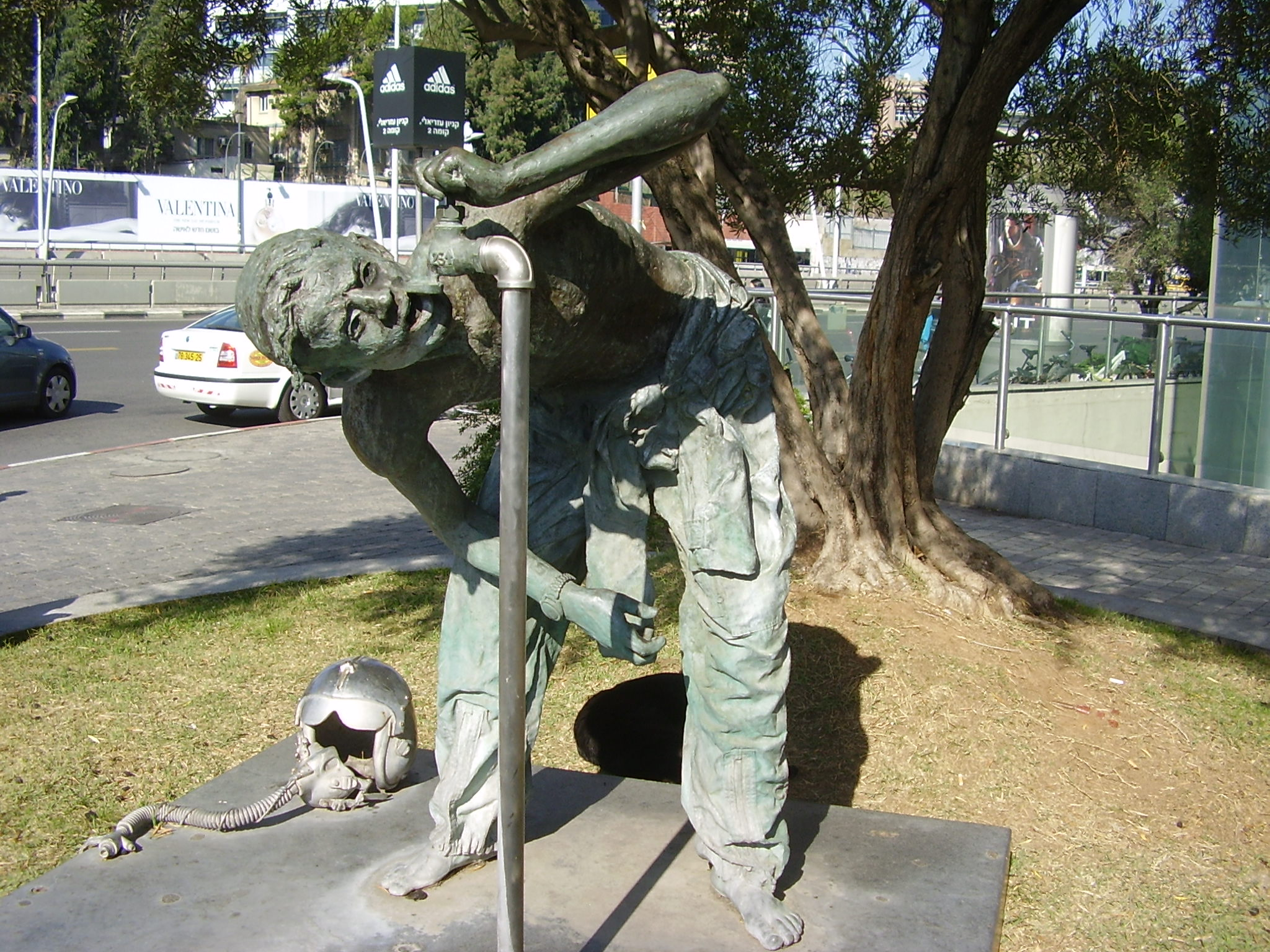
Der trinkende Pilot

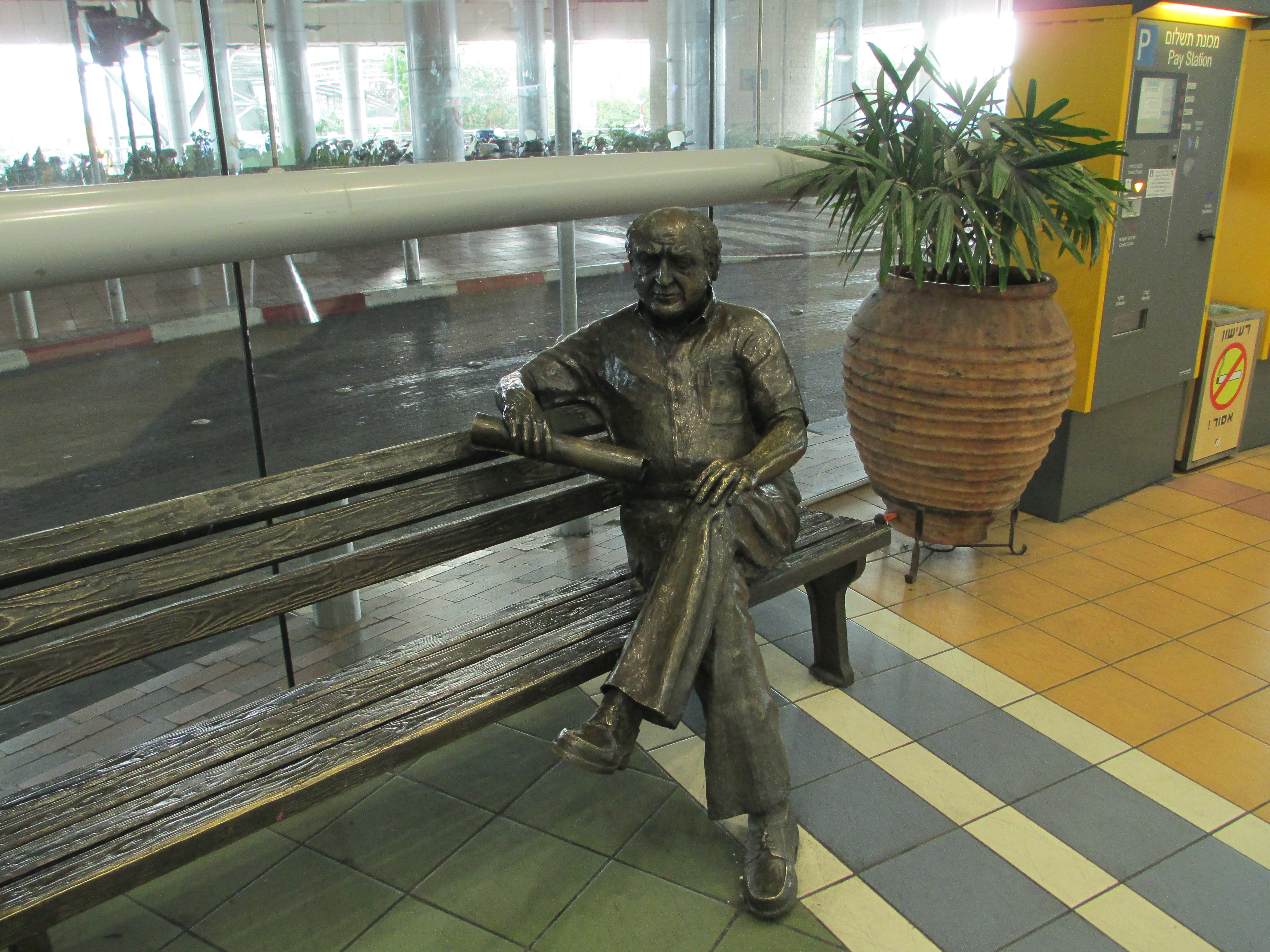
David Azrieli

## Leben
Lifshitz wurde im Kibbuz Maoz Haim in einer künstlerisch begabten und aktiven Familie geboren.
Sein Vater war Israel Lifshitz, seine Mutter Lea Lifshitz, geborene Shershevsky.
Sein Cousin war der bekannte israelische Maler Uri Lifshitz (1936–2011).
Die israelische Autorin Dvora Omer (1932–2013) war seine Schwester.
Lifshitz lernte an der örtlichen Schule im Kibbuz.
Nach seiner Schulzeit diente er als Panzerfahrer bei den Israelischen Verteidigungsstreitkräften.
Lifshitz arbeitete als Metallarbeiter und Schlosser im Kibbuz.
Seit seiner frühen Jugend stellte er Skulpturen aus Metall her.
Eine Kunstschule hat er nie besucht.

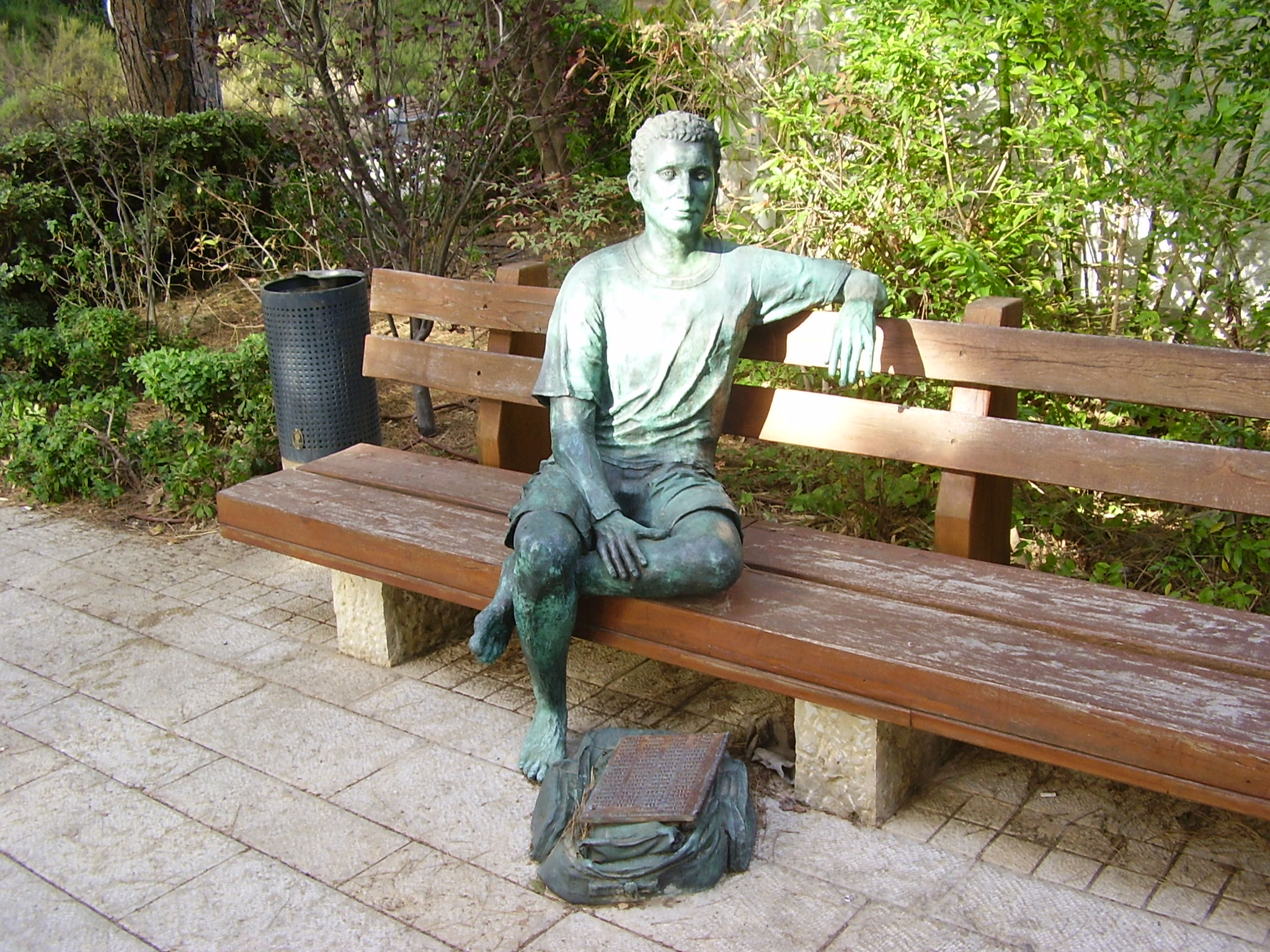
Ouri Meisels

## Künstlerische Tätigkeit
Viele Skulpturen, die Lifshitz schuf, sind an verschiedensten Orten in ganz Israel im Freien aufgestellt.
Seine bevorzugten Materialien waren Bronze, Stahl, rostfreier Stahl und andere Metalle.
Manchmal sind sie in leuchtenden Farben bemalt. Oft haben sie einen verspielten Charakter und verbinden Wirklichkeit mit Phantasie, Technik mit lebendigen Formen, Kindliches mit Erwachsenem. Vielfach verwendete er Alltagsgegenstände: Fahrräder, Kopfhörer, Stühle, Kisten.
Lifshitz erzeugt Kontraste zwischen unbearbeiteten Materialien und stark bearbeiteten Materialien, Bewegung und Ruhe, Belebtem und Unbelebtem.
Bei seinen Darstellungen von Soldaten tritt das Menschliche gegenüber dem Heroischen in den Vordergrund.
Zu seinen berühmtesten Werken zählt "Der trinkende Pilot". Vorbild für die Skulptur war der Pilot Major Boaz Gafni, der mit 24 Jahren in einem Flugzeugunfall ums Leben kam. Die Skulptur befindet sich in Tel Aviv im Azrieli-Zentrum. Im Azrieli-Zentrum befinden sich mehrere weitere Skulpturen von Lifshitz, darunter auch eine des Gründers des Zentrums David Azrieli.
Eine Skulptur des Studenten Ouri Meisels befindet sich im Technion in Haifa.
Ouri Meisels kam 21-jährig auf einer Reise durch Alaska um.
Auf dem Gelände des Technions befinden sich auch noch andere Skulpturen von Lifshitz.

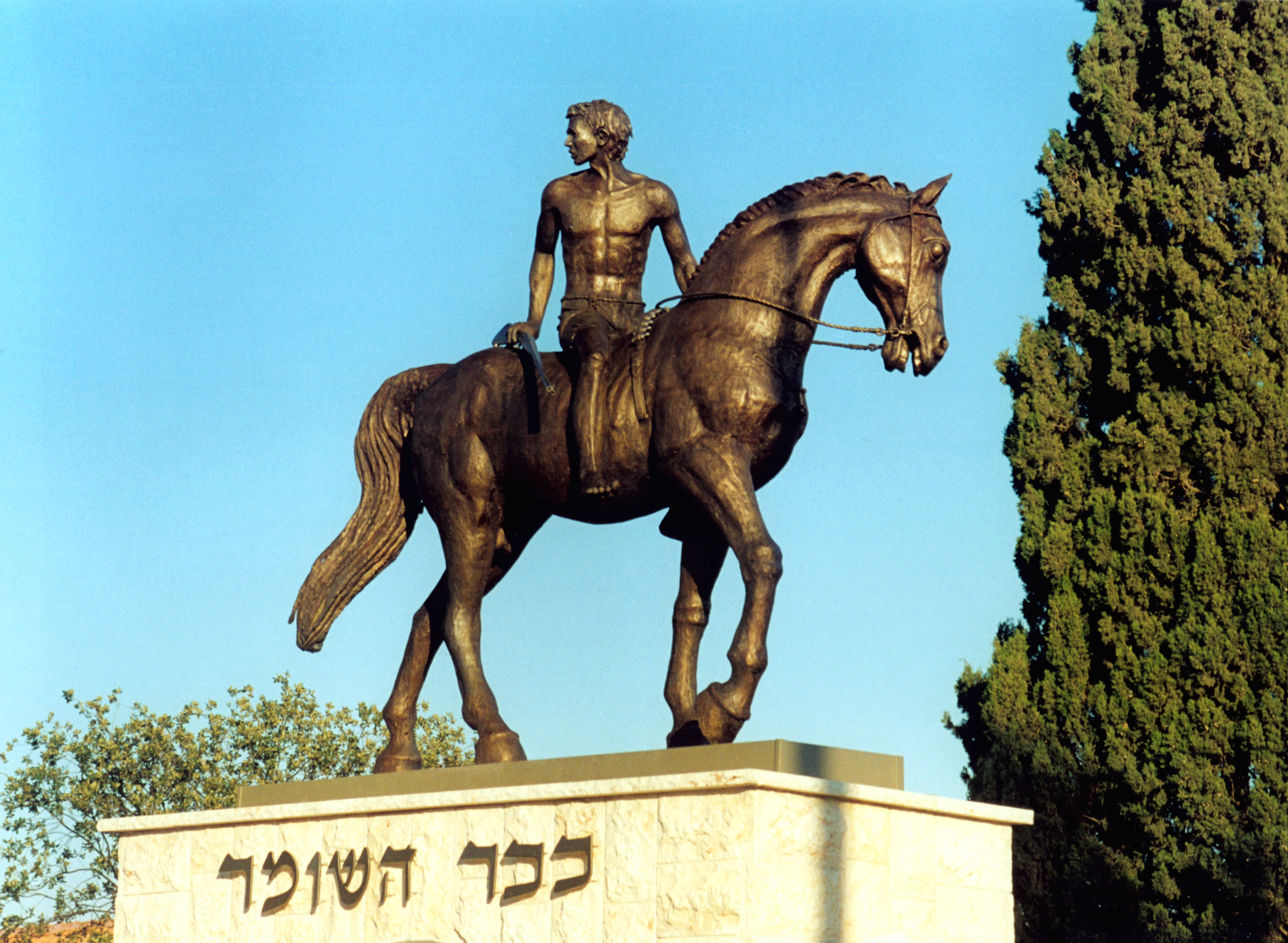
Der Junge und das Pferd

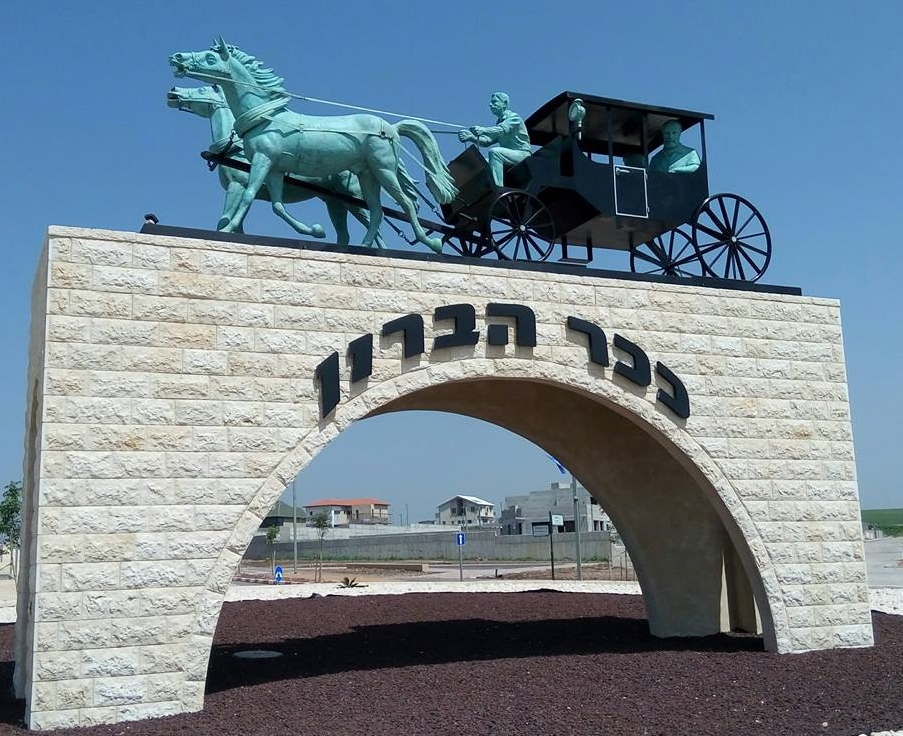
Der Besuch der Rothschilds

Weitere bekannte Werke von Lifshitz befinden sich in Kfar Tabor: Der Junge und das Pferd am Ha'Shomer Platz und Der Besuch der Rotschilds am Baron-Platz. Die Skulptur Der Besuch der Rotschilds schuf Lifshitz nach einer Fotografie aus dem Jahr 1914, die den Besuch von Edmond de Rothschild (1845–1934) und Adelheid von Rothschild (1853–1935) in Kfar Tabor zeigt.

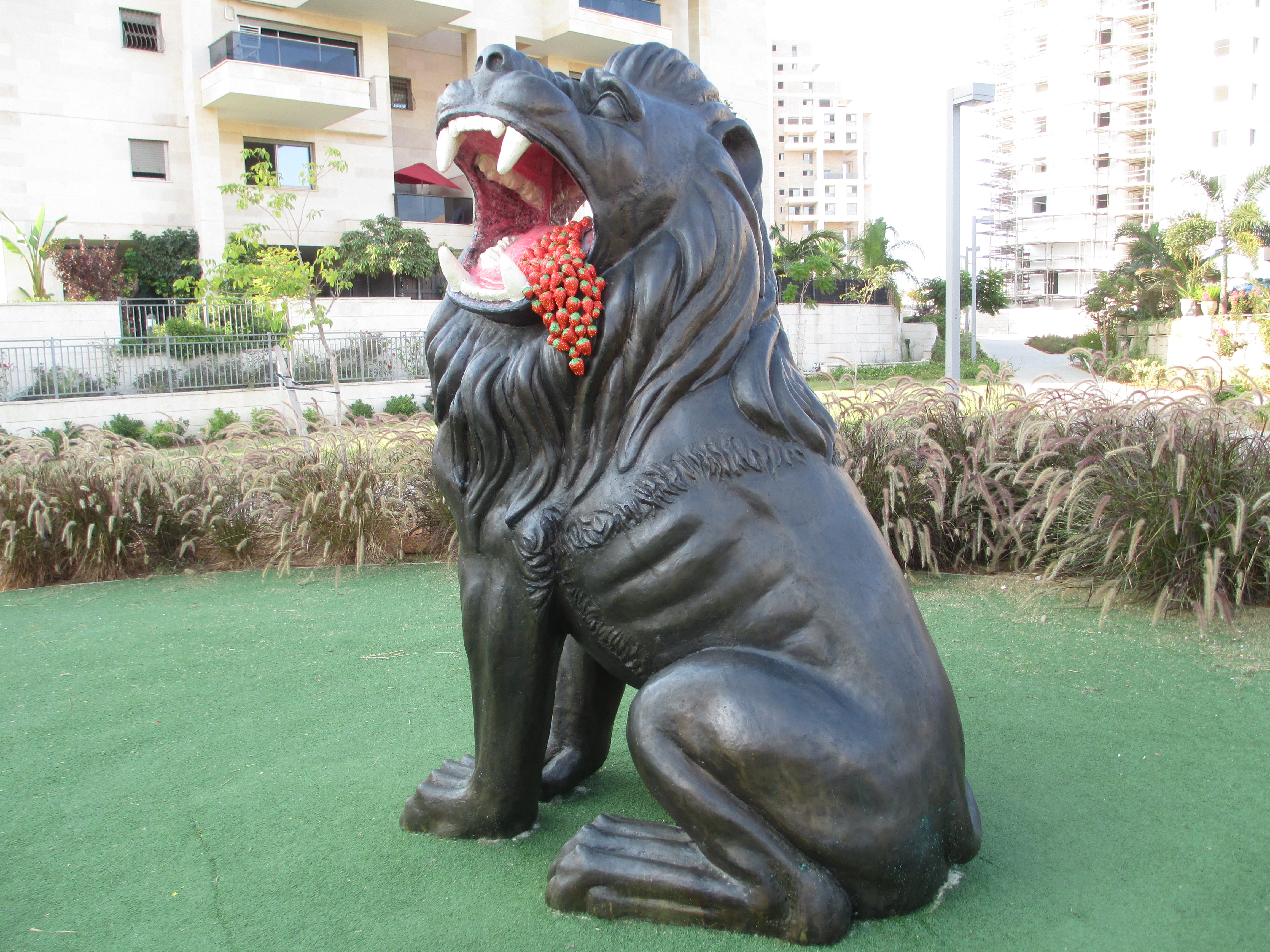
Der Löwe, der Erdbeeren liebte im Geschichten-Park von Cholon

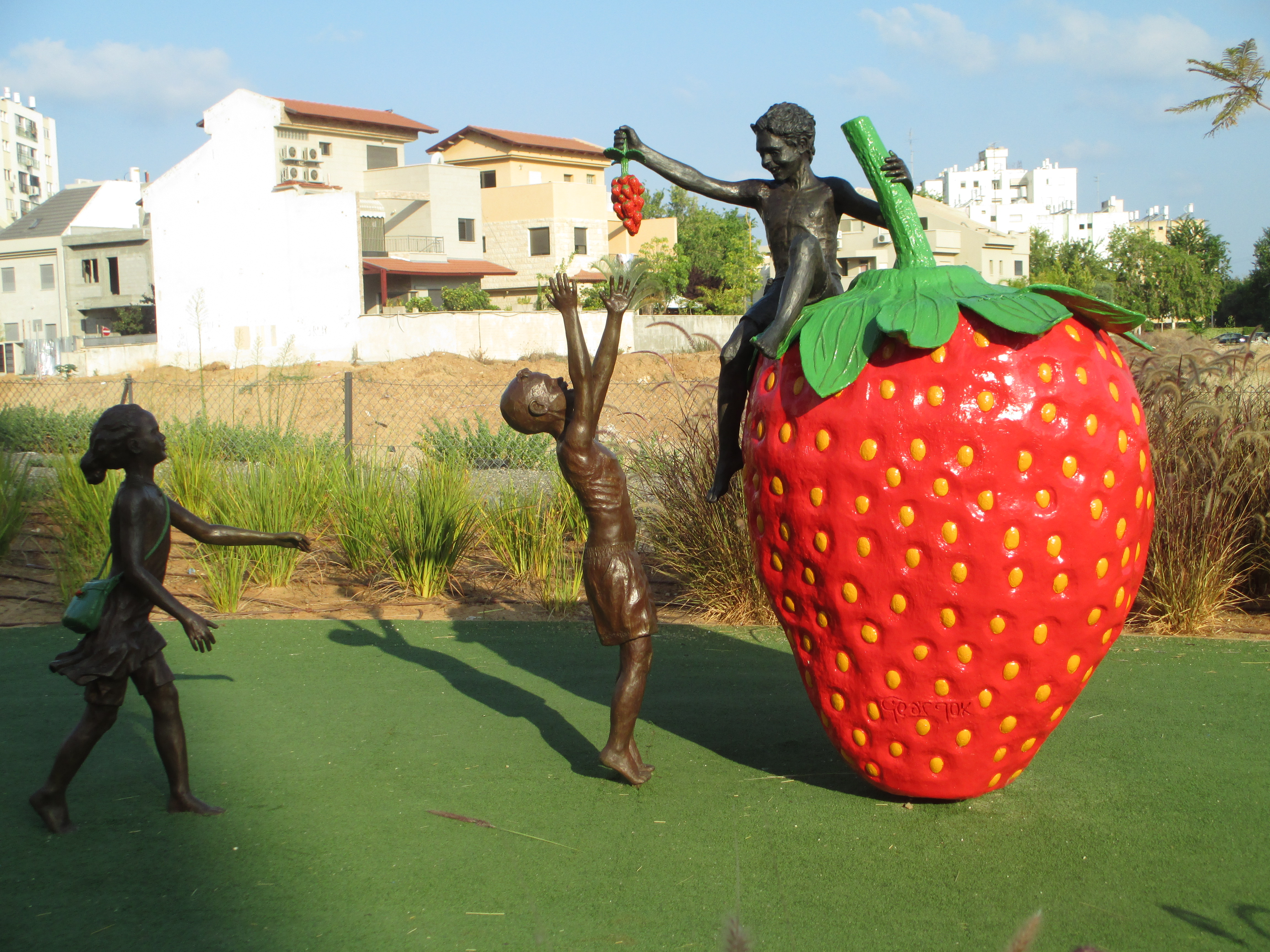
Der Löwe, der Erdbeeren liebte im Geschichten-Park von Cholon

In Cholon befindet sich die lustige Skulptur Der Löwe der Erdbeeren liebte. Sie ist Teil eines Geschichten-Parks.
Weitere Skulpturen von Lifshitz befinden sich im Tefen Industrial Park in Galiläa, im offenen Museum im Omer-Industrie-Park bei Be’er Scheva, in Metula, in Mitzpe Ramon, in Afula, auf der Sheikh Hussein Brücke, auf der Promenade in Kirjat Jam.
In Or Jehuda wurde die Skulptur Die gruselige Statue aufgestellt.
Nach einiger Zeit musste sie wieder entfernt werden, weil die Einwohner Angst vor ihr hatten.
Es bildeten sich Legenden, dass die Statue die Vorübergehenden mit dem Bösen Blick verflucht.

## Ausstellungen
Asaf Lifshitz hatte mehrere Ausstellungen, darunter:
- 1999: HaMoshava Museum in Kfar Tabor
- 2004: HaMigdal Gallery in Tel Aviv
- 2008: 60 Jahre israelische Kunst in Paris
- 2010: Café-Galerie im Kibbutz Ma'oz Haim[11]

## Familie
Lifshitz war verheiratet und hatte vier Kinder.